# Spartak (stanice metra v Moskvě)
Spartak (rusky Спартак) je stanice moskevského metra na Tagansko-Krasnopresněnské lince. Stavba stanice byla založena již v roce 1975, její stavba byla však pro údajnou zbytečnost zastavena a zakonzervována. Vzhledem k rozvoji infrastruktury na území bývalého Tušinského letiště bylo v roce 2013 rozhodnuto o dostavění a zprovoznění stanice. Nachází se mezi stanicemi Tušinskaja a Ščukinskaja. Je nazvána po blízkém stadionu Spartak.

## Charakter stanice
Stanice Spartak se nachází v čtvrti Pokrovskoje-Strešněvo (Покровское-Стрешнево) u stadionu Spartak. Stanice disponuje dvěma vestibuly, severní povrchový vestibul se nachází blíže stadionu Spartak a je vyzdoben tematikou fotbalového klubu Spartak. Jižní podzemní vestibul je vystavěn podobně jako jiné dvousálové vestibuly metra té doby (například na stanicích Lermontovskij prospekt, Žulebino, Troparjovo), kde jeden sál zahrnuje pokladny a místní oddělení policie a druhý přiléhající zahrnuje turnikety a odpočívárny pro personál. Nástupiště je obloženo šedým mramorem a šedou a černou žulou, přičemž stěny jsou vyzdobeny fotbalovou tematikou. Se severním vestibulem je nástupiště propojeno třemi eskalátory, s jižním schodištěm. 
V blízkosti stanice se plánuje postavit parkoviště s 3000 parkovacími místy. Na území bývalého Tušinského letiště je naplánována výstavba mikrorajonu Tušino-2018.